# Rolls-Royce Derwent
El Rolls-Royce Derwent es un turborreactor británico con compresor centrífugo de los años 40, el segundo motor a reacción de Rolls Royce en entrar en producción. Esencialmente es una versión mejorada del Rolls Royce Welland, el que a su vez es una versión con otro nombre del Power Jets W.2B de Frank Whittle, Rolls heredó los diseños de Rover cuando se hizo cargo de sus desarrollos de reactores en 1943. Las prestaciones del diseño original fueron mejoradas, aumentando la confiabilidad drásticamente, haciendo del Derwent el motor elegido para el Gloster Meteor y muchos otros diseños británicos de posguerra.

## Diseño y desarrollo

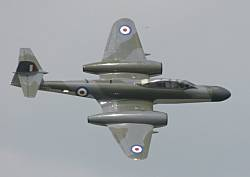
Gloster Meteor

### Rover
Cuando Rover fue seleccionado para producir los diseños de Whittle en 1941, armaron la fábrica principal de reactores en Barnoldswick, incorporando parte del personal de Power Jets. Rover sentía que sus ingenieros eran superiores en todo, y armó proyecto paralelo en Waterloo Mill, Clitheroe. En este lugar Adrian Lombard intentó desarrollar el W.2 en un diseño de producción de calidad, lo que enfureció a Whittle y abandonó el equipo.
Después de un corto periodo Lombard decidió eliminar el diseño de "flujo reverso" de Whittle, y en su lugar se inclinó por un diseño de "flujo recto" en el cual los gases calientes salían directamente a la turbina, en lugar de ser conducidos hacia adelante, como en el diseño de Whittle. Pudo haberse inspirado en el diseño de Frank Halford del Halford H.1 el cual estaba siendo construido en la misma época. Esta disposición hace al motor un poco más largo y requería el rediseño de las barquillas del Meteor, pero también hace el flujo de gas más simple, y por lo tanto más confiable. Si bien el trabajo en Barnoldswick continúo en lo que ahora se conoce como el W.2B/23, el nuevo diseño de Lombard se convirtió en el W.2B/26.

### Rolls-Royce
Para 1941 era obvio que todo el sistema no funcionaba; Whittle se frustraba constantemente por la incapacidad de Rover de entregar componentes construidos con calidad para armar un motor de prueba, y comenzó a quejarse cada vez más. Asimismo Rover estaba perdiendo interés en el proyecto después de los retrasos y el acoso constante de Power Jets. Antes, en 1940, Stanley Hooker de Rolls-Royce tuvo un encuentro con Whittle, y más tarde lo presentó al director ejecutivo de Rolls, Ernest Walter Hives. Rolls tenía una división totalmente desarrollada de turbocompresores, dirigida por Hooker, quien fue incorporado a los trabajos con el reactor. Hives acordó suministrar componentes claves para el proyecto. Spencer Wilkes de Rover tuvo una reunión con Hives y Hooker, y decidió entregar la fábrica de reactores de Barnoldswick a cambio de la fábrica de motores de tanques Meteor de Rolls en Nottingham. Cerraron el trato, entrando Rolls Royce al negocio de los reactores hasta el día de hoy. Subsecuentemente los reactores Rolls-Royce fueron designados como serie "RB" (por "Rolls Barnoldswick"), y el /26 Derwent se convirtió en el RB.26.
Los problemas fueron pronto subsanados, y el diseño original /23 estuvo listo para volar a fines de 1943. Esto le dio al equipo un respiro, por lo que se rediseñó las entradas de aire del /26  para obtener un flujo de aire mayor, y por lo tanto un mayor empuje. Agregando sistemas mejorados de aceite y combustible, el ahora llamado Derwent Mk.I entró en producción con 900 kgf (8,9 kN) de empuje. Lo siguieron el Mk.II, III y IV, alcanzando 1090 kgf (10,7 kN) de empuje. El Derwent fue el motor principal de todos los Meteors iniciales, con la excepción de un pequeño número de equipados con el Welland, los que fueron rápidamente radiados del servicio. EL Mk.II fue también modificado con una turbina extra comandando una caja reductora y, eventualmente, una hélice de 5 palas, convirtiéndose en la primera turbohélice de producción: el Trent (RB.50).

### Mk.V
El diseño básico del Derwent fue usado para producir una turbina más grande de 2270 kg (22,2 kN) de empuje, conocida como el Rolls Royce Nene. El desarrollo del Nene continuó en una versión de escala reducida específica para usar en el Meteor, y para evitar el estigma del diseño anterior, fue llamada Derwent Mk.V. Varios Derwents y Nenes fueron vendidos a la Unión Soviética por el gobierno laborista, causando un conflicto político importante, debido a que era el turborreactor de producción más potente del mundo en ese momento. Los soviéticos pronto aplicaron ingeniería inversa al the Derwent V y produjeron su propia versión sin licencia, Klimov RD-500. El Mk.V también fue usado en el canadiense Avro Jetliner, pero este nunca entró en producción.
El 7 de noviembre de 1945, un Meteor equipado con Derwent V impuso una marca mundial al alcanzar 975 km/h (TAS).

## Variantes
- Derwent I - primera versión de producción, 900 kgf (8,9 kN) de empuje.
- Derwent II - empuje incrementado a 1000 kgf (9,8 kN).
- Derwent III - variante experimental provista de toma de vacío para las alas, para controlar la capa límite.
- Derwent IV - empuje incrementado a 1090 kgf (10,7 kN).
- Derwent V - versión a escala reducida del Rolls-Royce Nene desarrollando 1590 kgf (15,6 kN) de empuje.

## Aplicaciones
- Gloster Meteor
- FMA I.Ae. 37
- I.Ae. 27 Pulqui I

## Especificaciones (Derwent I)
- Tipo: Turborreactor
- Largo: 2135 mm
- Diámetro: 1055 mm
- Peso: 520 kg
- Compresor: centrífugo, de una etapa y doble entrada, con impulsor de doble lado.
- Combustión: 7 cámaras de combustión, con bujías de ingnición en la cámara 3.
- Turbina: axial, de una etapa, con 54 álabes.
- Combustible: kerosene de aviación con un 1 % de aceite lubricante.
- Sistema lubricante: 12,5 l de capacidad, tasa de circulación 976 l/h, máximo vuelo invertido: 15 s
- Empuje:

54,5 kgf (0,3 kN) a 6 000 rpm en ralentí
900 kgf (7,3 kN) a 16 500 rpm para despegue
700 kgf (5,7 kN) a 15 000 rpm para crucero
- Compresión: 3,9:1
- Consumo:

215 kg/h en ralentí
830 kg/h en potencia de crucero
1 070 kg/h a máxima potencia
- Consumo de aceite: 0,57 l/h
- Peso/empuje: 2,1:1 (20,1 N/kg)